# 龙华寺 (上海)
龙华寺（上海话拼音：longhoshi，发音：[[lòŋhőzɿ᷆]]）是座落于中国上海市徐匯區的一座佛教寺庙。历经战乱，重建修复，今龙华寺的建筑建于清朝光绪年间。上海四大佛寺之一。

## 历史
始建于三国吴大帝赤烏年间，为孫權孝敬其母而建造，唐时被毁，北宋初吴越王重建。北宋治平元年改名空相寺。在元末明初寺院再次被摧毁。明朝永乐年间重建，称龙华寺；嘉靖三十二年赐名万寿慈华禅寺；万历年间赐毗卢遮那佛像、金印等。
清朝顺治年间，临济宗第三十二世韬明禅师任寺院住持，清朝咸丰、同治年间又遭兵焚，经过僧俗的募捐修复，从清朝光绪元年至二十五年间修复寺院。
文化大革命时期，被誉为“龙华三宝”之一的毗卢佛以及莲花座下配配有的千佛被红卫兵用棍棒敲成碎片，而弥勒殿供奉的弥勒佛化身布袋和尚坐像被砍下了头颅，红卫兵还将庙内宗教藏品集中焚烧了3天。1977年，入选上海市文物保护单位。

## 布局
- 龙华塔：龙华塔位于现今的龙华寺外，为八角砖木塔。总高七层，每层八面。相传始建于东吴时期，现存结构建成于北宋。该塔在历史上进行过多次整修，但在历代整修过程中被添加了大量非宋代风格的结构。1949年以后，这些后来添加的结构被先后拆除，并依照宋代风格重建，基本恢复了塔的原貌。2006年5月25日，该塔单独被国务院公布为第六批全国重点文物保护单位。
- 弥勒殿：供奉弥勒菩萨像。
- 天王殿：供奉四大天王像。
- 大雄宝殿：供奉三尊金身佛像：毗卢遮那佛、文殊菩萨、普贤菩萨。内有一口古钟，于明朝万历十四年铸造。大殿前供奉二十诸天，大殿后供奉十六罗汉。释迦牟尼佛像背后是一幅海岛壁塑，描绘的是善才童子求法图，海岛壁有观世音菩萨像。
- 三圣殿：供奉阿弥陀佛、观世音菩萨和大势至菩萨的金身佛像。殿内有前任龙华寺方丈明旸法师和已故中国佛教协会首任会长圆瑛法师的手迹。
- 方丈室：方丈接待和说法的地方，通常外宾禁止入内。
- 藏经楼：收集有各种版本大藏经和佛教经籍，以及法器、古玩、历史珍贵文物等。
- 钟楼：高三层，悬挂青龙晚钟，其鐘建于清光绪二十年。
- 鼓楼：古代计时，击鼓，敲钟的地方。

## 图集

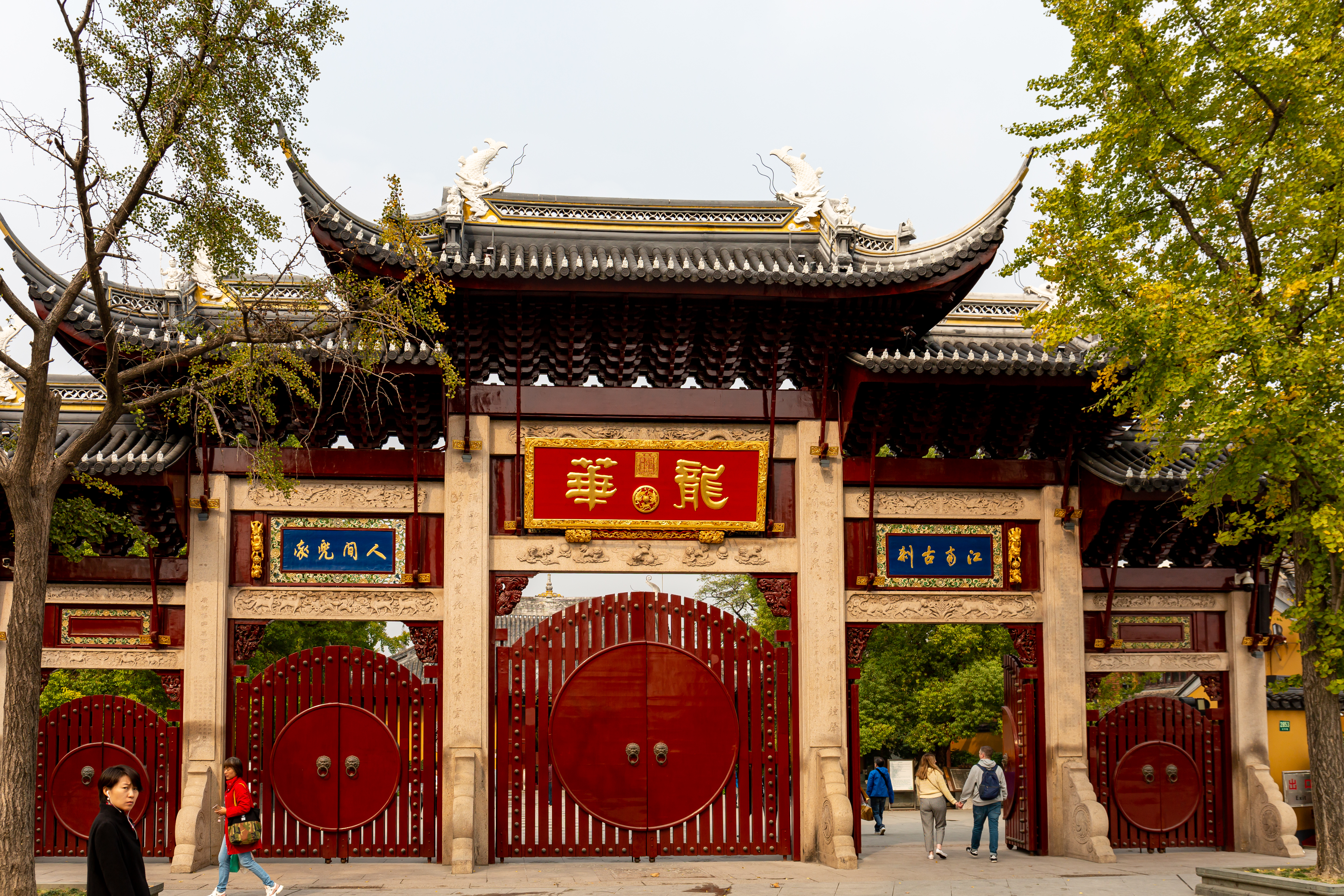
入口牌坊
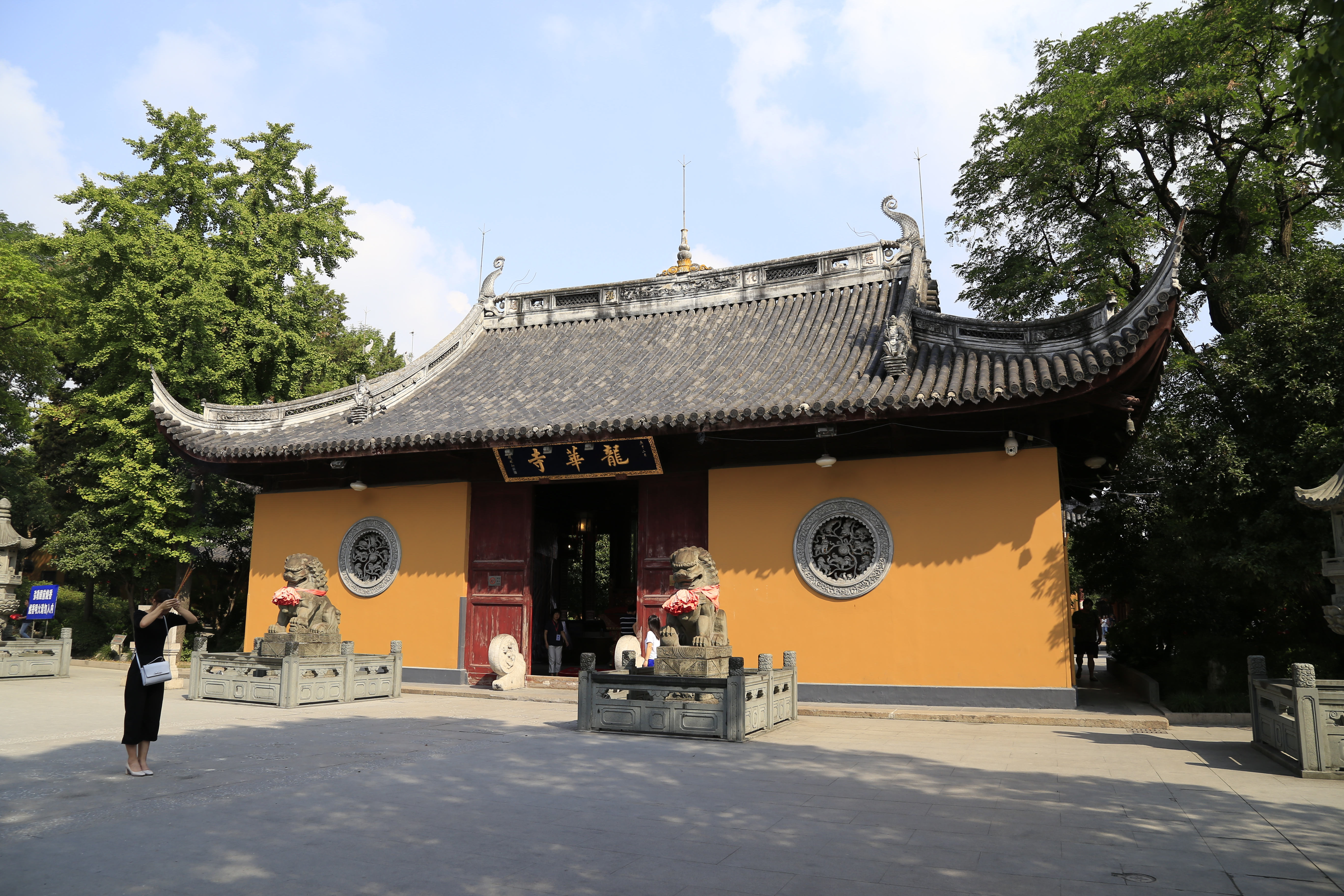
弥勒殿
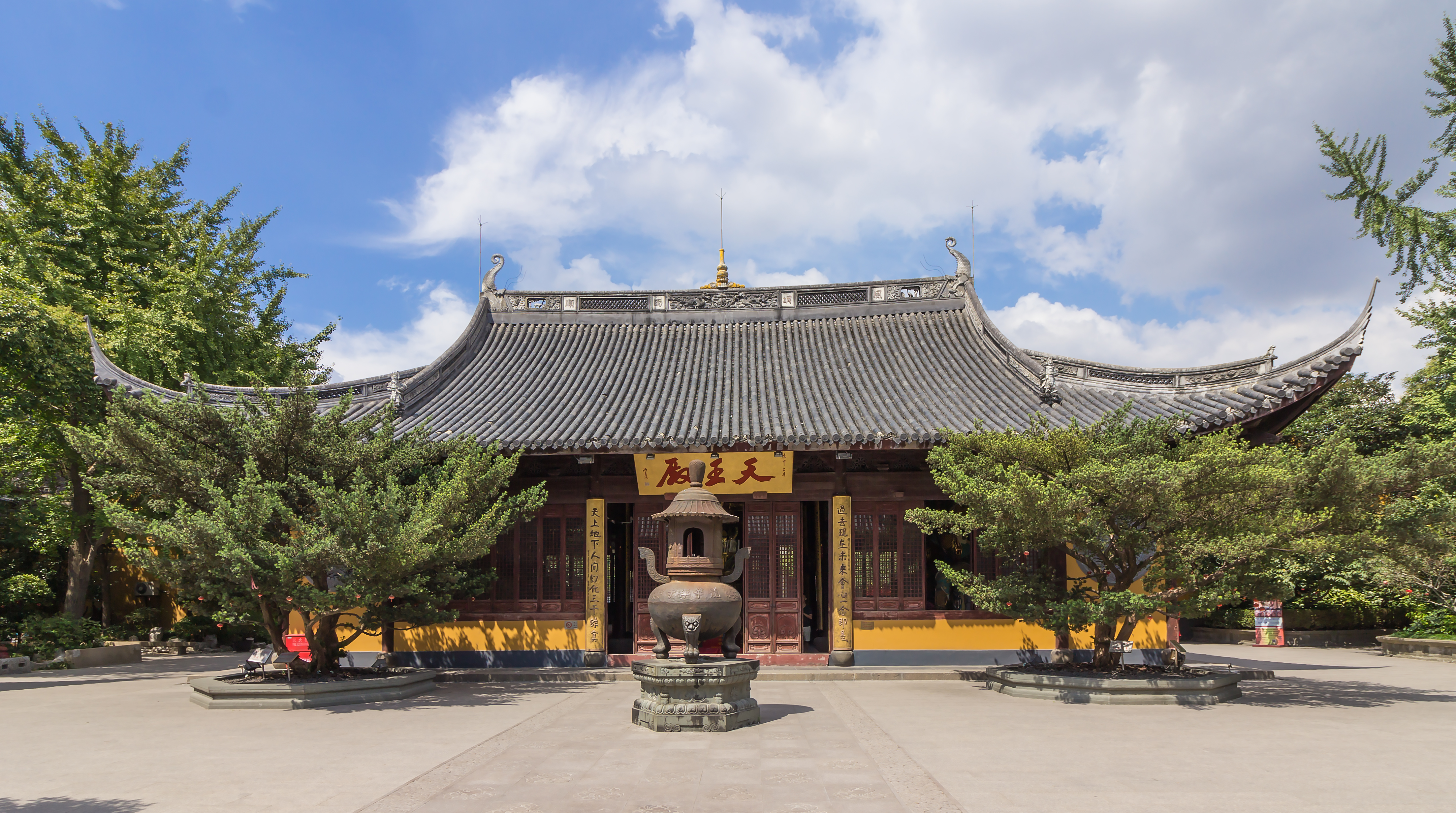
天王殿
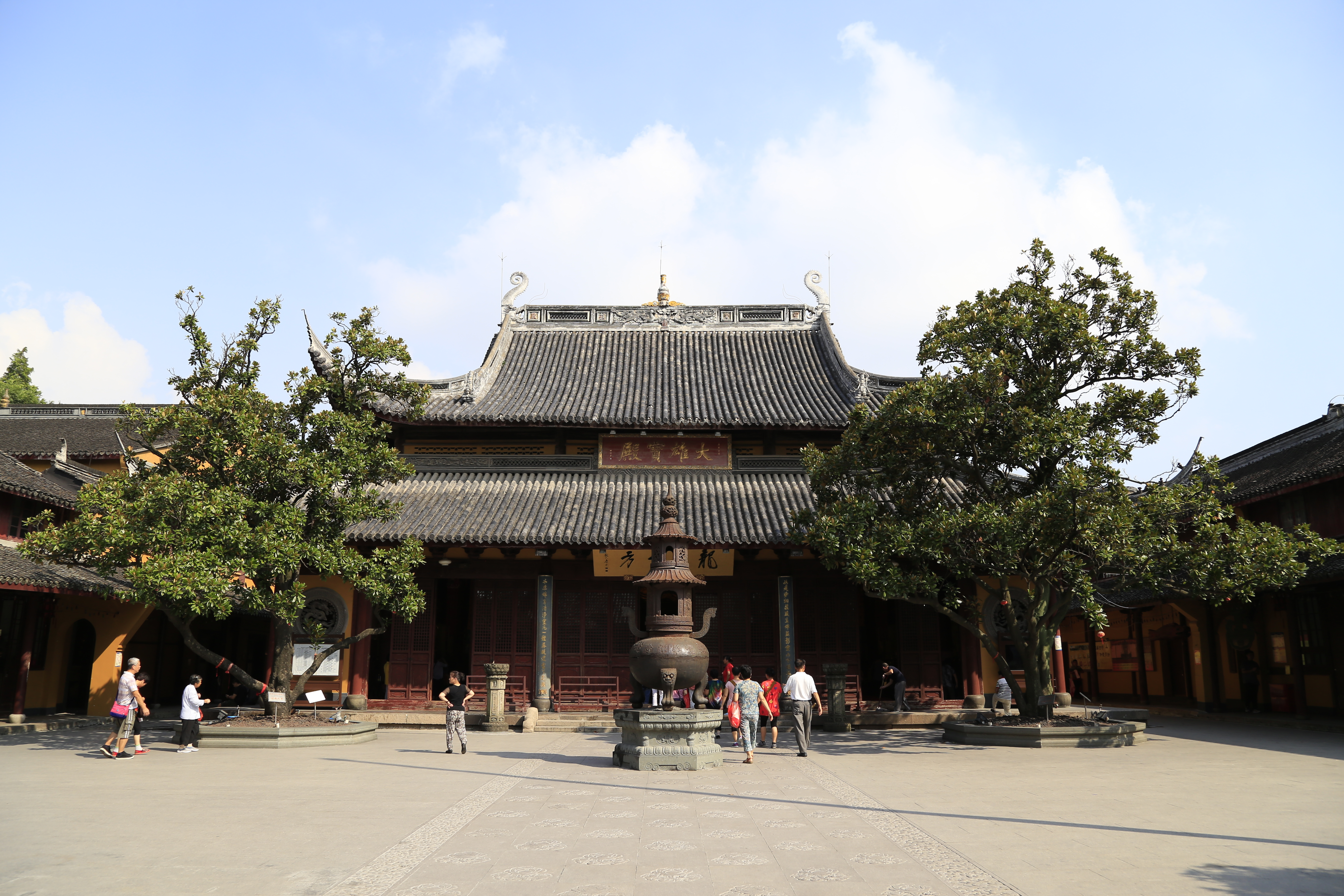
大雄宝殿
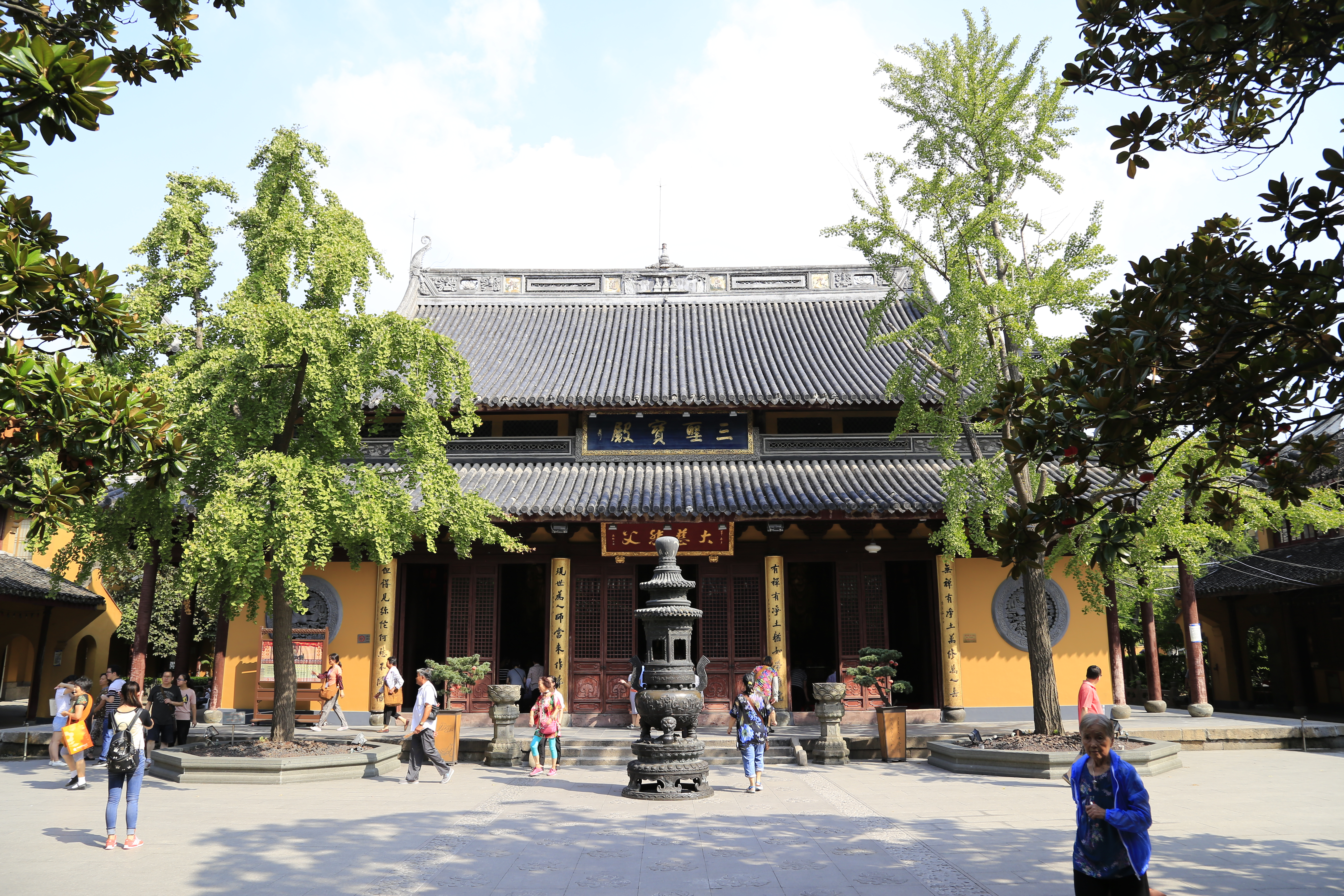
三圣殿
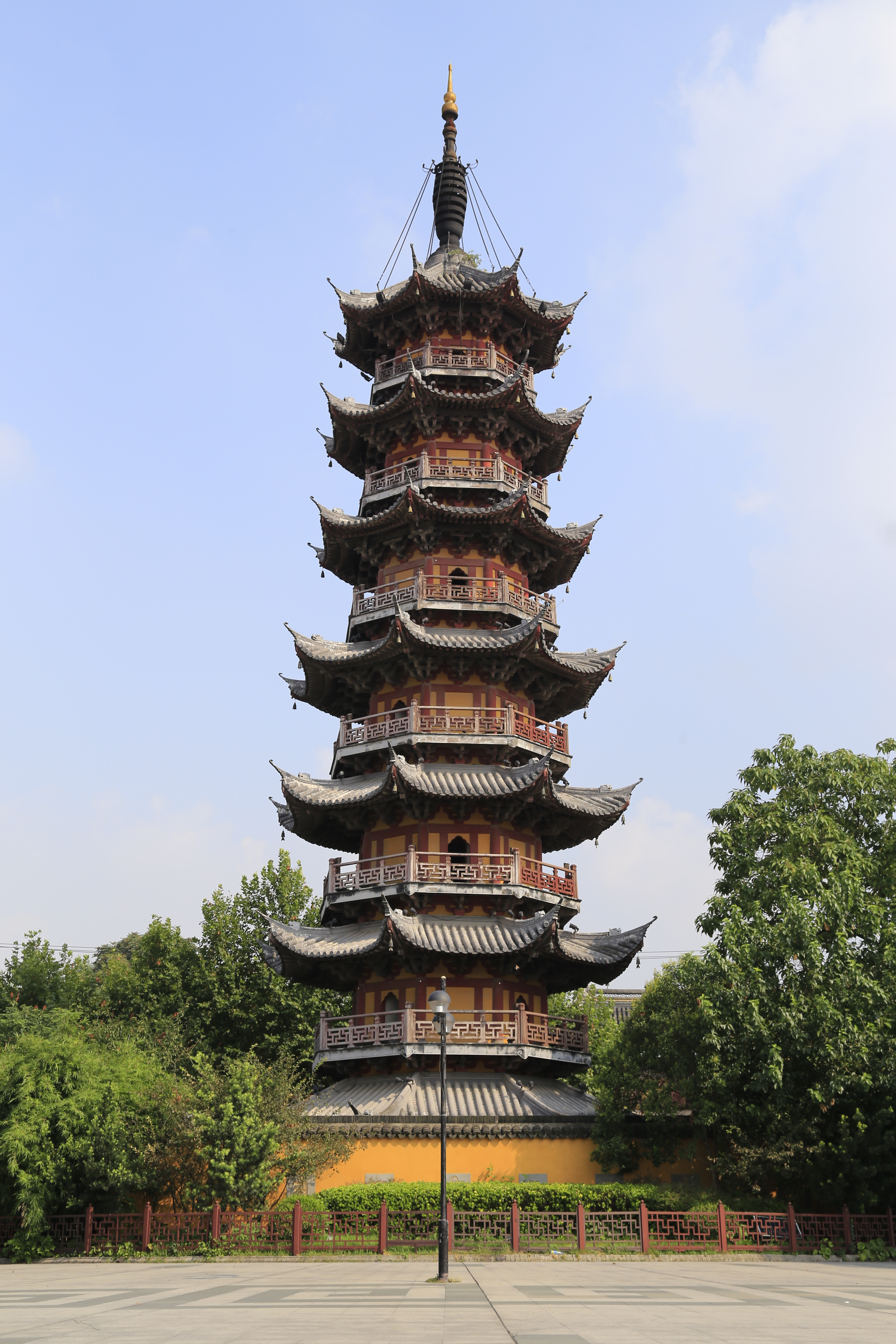
龙华塔
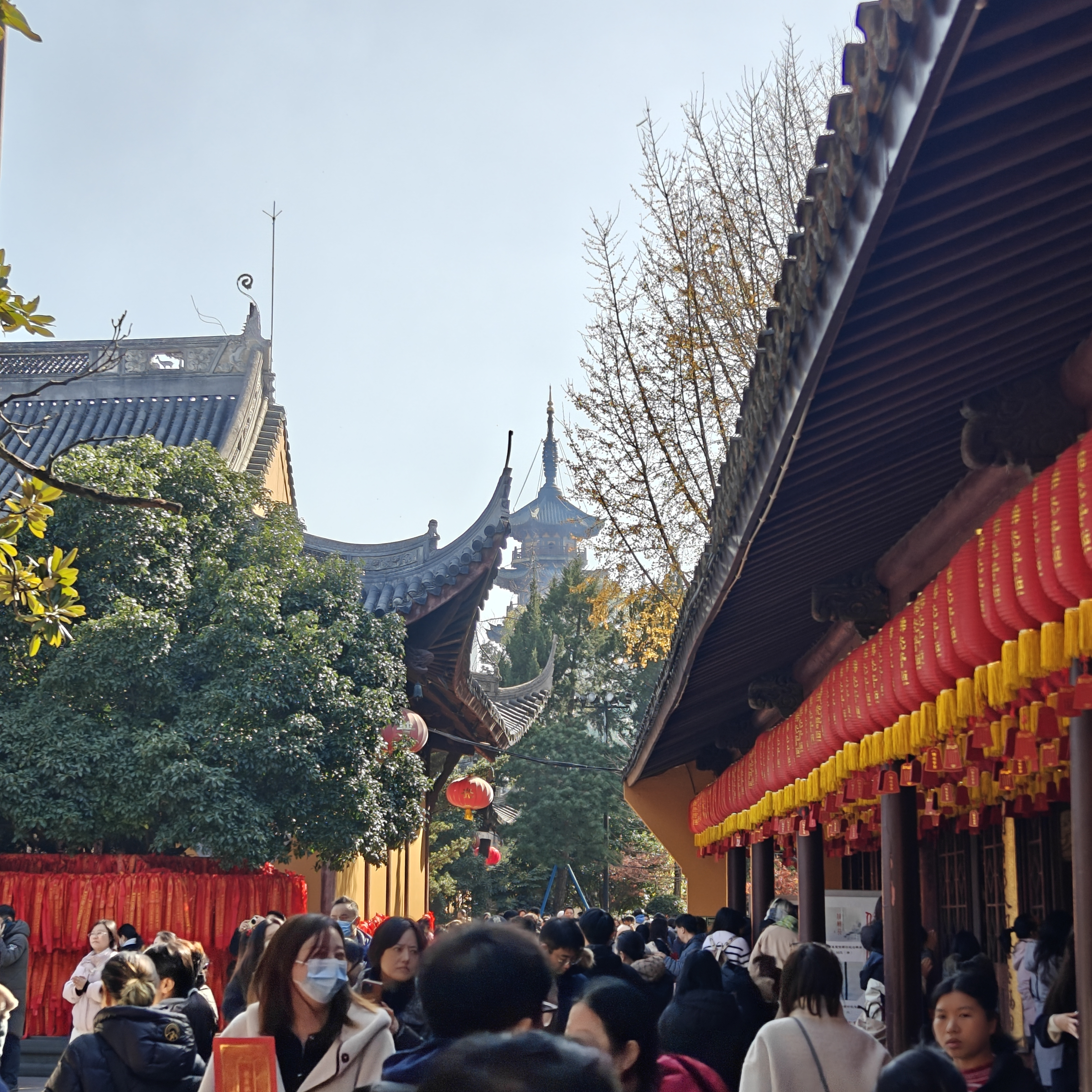
农历初一参拜、参观龙华寺的信众及游客